# 山口やちゑ
山口 やちゑ（やまぐち やちえ）は、日本の地方公務員。茨城県立鉾田第二高等学校教諭や、茨城県保健福祉部長、女性初の茨城県副知事を経て、茨城県立歴史館長、清真学園理事長。

## 人物・経歴
茨城県鉾田市生まれ。茨城県立鉾田第二高等学校を経て、茨城大学教育学部卒業後、茨城県立鉾田第二高等学校教諭や、茨城県立婦人教育会館社会教育主事、茨城県高齢福祉課介護保険室長、茨城県高齢福祉課長、茨城県秘書課長、茨城県知事公室長等を経て、茨城県初の女性正部長として、茨城県保健福祉部長を務めたのち、2010年に茨城県初の女性副知事に就任した。2017年退任、公益財団法人茨城県中小企業振興公社理事長。同年茨城県立歴史館長、茨城県博物館協会会長。2022年、瑞宝中綬章受章。